# Tami Neilson
Tamara „Tami“ Neilson (* 9. Mai 1977 in Toronto) ist eine in Neuseeland lebende kanadische Country- und Rockabilly-Singer-Songwriterin.

## Leben
Neilson schreibt ihre Songs selbst, teilweise mit der Unterstützung ihres Bruders. Neben Country und Rockabilly enthält ihre Musik auch Stilelemente aus Gospel, Soul und Blues.
Erste musikalische Erfolge hatte die Sängerin ab ihrem zwölften Lebensjahr mit ihrem Vater Ron sowie den Brüdern Jay und Todd als The Neilsons. Die Gruppe trat in Kanada und den USA als Vorband für Johnny Cash, Loretta Lynn und Kitty Wells auf. 2014 veröffentlichte sie ihre erste Soloaufnahme. Nach einer fünfjährigen Fernbeziehung zog Neilson 2007 nach Auckland in Neuseeland und heiratete den Polizisten Grant Tetzlaf.
The Guardian listet ihr Album Dynamite! als eins der Top-Ten-Country-Alben des Jahres 2014. Als Solokünstlerin gewann sie unter anderem viermal den Preis für das beste Country-Album bei den New Zealand Music Awards und 2014 den Apra Silver Scroll Award für den Titel Walk (Back to Your Arms). 2016 hatte Neilson einen Gastauftritt in der Fernsehserie  Nashville.

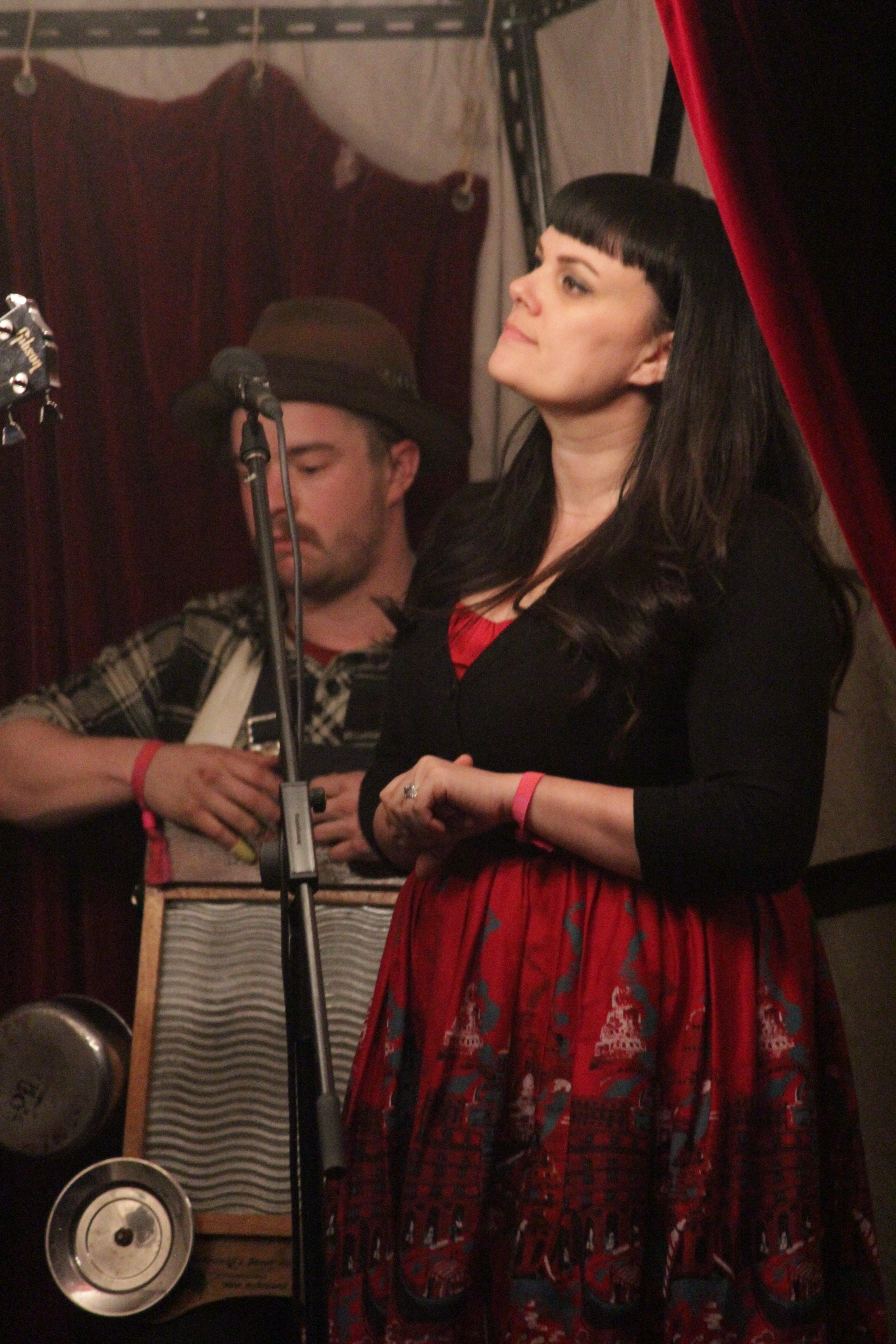
Tami Neilson, Juni 2015

Neilsons extravaganter Kleidungsstil führte 2020 zu einer Nennung in David Hartnells Liste der bestangezogenen Stars Neuseelands. Bei den New Zealand Music Awards gewann Neilson sechsmal eine Auszeichnung in der Kategorie Best Country Music Album und zweimal in der Kategorie Best Country Music Song
Im April 2022 veröffentlichte Neilson mit Beyond the Stars ein Duett mit Willie Nelson und kündigte damit ein neues Album an.

## Diskografie
- 2008: Red Dirt Angel
- 2009: The Kitchen Table Sessions, Vol. I
- 2011: The Kitchen Table Sessions, Vol. II
- 2014: Dynamite!
- 2015: Don't Be Afraid
- 2017: Songs Of Sinners Live!
- 2018: Sassafrass!
- 2020: Chickaboom!
- 2022: Kingmaker
- 2023: OurVinyl Sessions (EP)